# Франко, Хорхе
Хорхе Франко Рамос (исп. Jorge Franco Ramos, род. в 1962, Медельин) — колумбийский писатель.

## Биография
Учился в Лондонской киношколе и Хаверианском университете в Боготе, курса не кончил. Занимался в литературной мастерской Мануэля Мехии Вальехо. Начал публиковаться в 1991, в 1996 сборник его рассказов Проклятая любовь выиграл литературный конкурс.
Живёт в Боготе.

## Произведения
- Проклятая любовь/ Maldito amor (1996, новеллы)
- Скверная ночь/ Mala noche (1997, роман)
- Росарио-Ножницы/ Rosario Tijeras (1999, роман; Национальная премия Colcultura, премия Дэшила Хэммета, экранизирован в 2005, фильм номинировался на премию Гойя; пер. на англ., нем., фр., ит., порт., польск., серб., япон. языки)
- Турагентство Рай/ Paraíso Travel (2002, роман, пер. на англ., фр., ит., польск. и япон. языки, экранизирован в 2008)
- Мелодрама/ Melodrama (2006, роман, инсценирован, переведен на фр., итал., иврит)
- Santa Suerte (2010, роман)
- Don Quijote de la Mancha en Medellín (2012, повесть)
- Внешний мир/ El mundo de afuera (2014, роман; премия Альфагуара, )